# Andrzej Huszcza

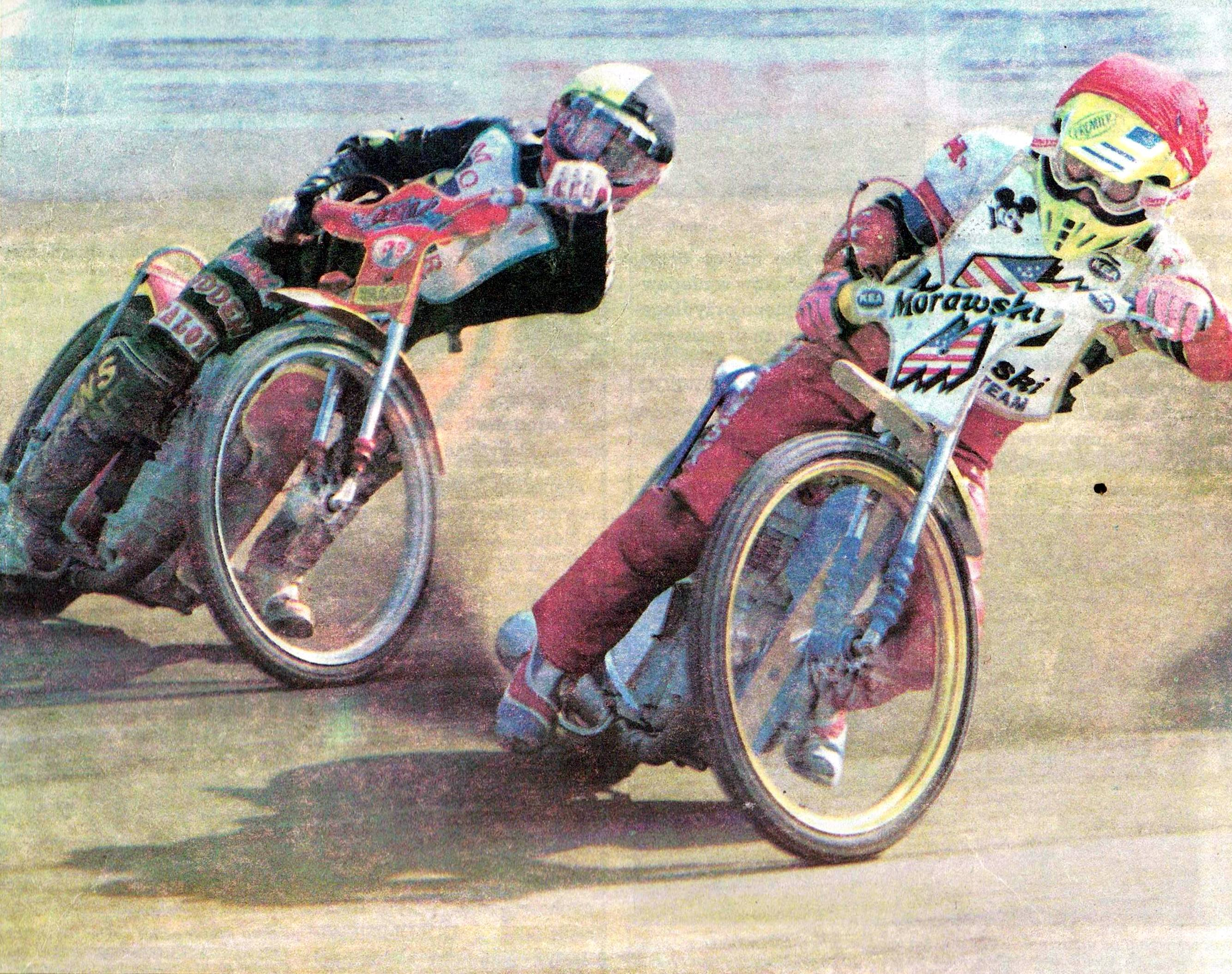
Andrzej Huszcza (w czerwonym kasku) w pojedynku z Leigh Adamsem w 1991 roku

Andrzej Huszcza (ur. 10 marca 1957 w Krępie) – polski żużlowiec i trener sportu żużlowego.

## Kariera sportowa
Wychowanek Falubazu Zielona Góra, w którego barwach uzyskał licencję w 1975. Ze swoją macierzystą drużyną związany był nieprzerwanie przez 31 lat startów – do 2005. W 2006 po raz pierwszy zmienił barwy klubowe, wiążąc się z PSŻ Poznań. Był najstarszym spośród aktywnych zawodników sportu żużlowego w Polsce i najstarszym zawodowcem na świecie. Na oficjalnej prezentacji Kronopolu Zielona Góra, która odbyła się 20 grudnia 2007 poinformował o zakończeniu trwającej 33 lata kariery.
W lidze angielskiej reprezentował kluby Leicester Lions w l. 1980–1981, uzyskując średnią 6,382 oraz 6,364, Hackney Hawks w 1981 razem z Zenonem Plechem oraz Romanem Jankowskim, uzuskująć średnią 4,245 a także Reading Racers w 1981 osiągając średnią 3,33 w 5 meczach.
Wielokrotnie reprezentował barwy Polski na arenie międzynarodowej, zdobywając m.in. dwa brązowe medale Drużynowych Mistrzostw Świata – w 1978 oraz 1980. Wraz z Grzegorzem Dzikowskim reprezentował Polskę w finale MŚP w 1985. Był także finalistą pierwszego finału mistrzostw świata juniorów w 1977 oraz finalistą mistrzostw Europy w latach 2003–2004.
Na krajowych torach do jego największych sukcesów należą cztery tytuły drużynowego Mistrza Polski z Falubazem w sezonach 1981, 1982, 1985 i 1991, jeden tytuł wicemistrzowski z sezonu 1989 i 2 brązowe medale DMP wywalczone w sezonach 1979 i 1984 oraz 4 medale indywidualnych mistrzostw Polski (złoty w 1982, srebrny w 1980 oraz brązowe w latach 1983–1984). Wcześniej, jako junior, zdobył dwa medale młodzieżowych indywidualnych mistrzostw Polski – brązowy w 1977 oraz srebrny w kolejnym sezonie. Ma na swoim koncie także 6 medali MPPK, w tym 3 złote (1979, 1982, 1983). W sezonach 1985 i 1989 był najskuteczniejszym zawodnikiem ekstraklasy osiągając najwyższe średnie biegowe.
Sześciokrotnie stawał na podium Złotego Kasku (III miejsca w 1978, 1983, 1986 i 2000 oraz II miejsca w 1989 i 1991). W latach 1977–1978 wygrywał Srebrny Kask, w 1979 zajął w tym turnieju III miejsce. Z kolei w Brązowym Kasku na podium stawał dwukrotnie – zajął II miejsce w 1976 i III w 1978. Dwukrotnie triumfował także w Kryterium Asów (1983–1984). Dnia 20 grudnia 2007 postanowił zakończyć sportową karierię. Od 2008 trener szkółki w Falubazie Zielona Góra. W sezonie 2010 poprowadził jeden mecz ekstraligowy Falubazu jako pierwszy trener (Piotr Żyto był zawieszony w obowiązkach przez Roberta Dowhana).

## Życie prywatne
Andrzej Huszcza jest mężem Małgorzaty Huszczy, ma trzy córki: Iwonę, Maję i Katarzynę.

## Wyróżnienia
27 listopada 1997 Rada Miejska w Zielonej Górze „w uznaniu za zasługi dla miasta Zielona Góra” nadała mu tytuł Honorowego Obywatela Miasta Zielona Góra. Od 2019 roku jego imię nadano jednemu z rond miasta oraz ustawiono mu pomnik na deptaku alei Niepodległości.

## Osiągnięcia
Indywidualne Mistrzostwa Świata
- 1988 –  Vojens – jako rezerwowy – nie startował → wyniki

Indywidualne Mistrzostwa Świata Juniorów
- 1977 –  Vojens – 10. miejsce – 3 pkt → wyniki

Drużynowe Mistrzostwa Świata
- 1978 –  Landshut – 3. miejsce – 1 pkt → wyniki
- 1980 –  Wrocław – 3. miejsce – 2 pkt → wyniki

Mistrzostwa Świata Par
- 1985 –  Rybnik – 7. miejsce – 4 pkt → wyniki

Indywidualne Mistrzostwa Europy
- 2003 –  Slaný – 9. miejsce – 8 pkt → wyniki
- 2004 –  Holsted – 12. miejsce – 5 pkt → wyniki

Indywidualne Mistrzostwa Polski
- 1978 – Gorzów Wielkopolski – 4. miejsce – 11+2 pkt → wyniki
- 1979 – Gorzów Wielkopolski – 6. miejsce – 9 pkt → wyniki
- 1980 – Leszno – 2. miejsce – 13+3 pkt → wyniki
- 1981 – Leszno – został wycofany przed finałem → wyniki
- 1982 – Zielona Góra – 1. miejsce – 14+3 pkt → wyniki
- 1983 – Gdańsk – 3. miejsce – 12+2 pkt → wyniki
- 1984 – Gorzów Wielkopolski – 3. miejsce – 13+2 pkt → wyniki
- 1985 – Gorzów Wielkopolski – 4. miejsce – 12+1 pkt → wyniki
- 1986 – Zielona Góra – 4. miejsce – 12+1 pkt → wyniki
- 1987 – Toruń – 5. miejsce – 21 pkt → wyniki
- 1988 – Leszno – 6. miejsce – 16 pkt → wyniki
- 1989 – Leszno – 9. miejsce – 7 pkt → wyniki
- 1996 – Warszawa – jako rezerwowy – nie startował → wyniki
- 1997 – Częstochowa – 8. miejsce – 8 pkt → wyniki
- 1998 – Bydgoszcz – 10. miejsce – 5 pkt → wyniki
- 1999 – Bydgoszcz – 11. miejsce – 5 pkt → wyniki
- 2000 – Piła – 5. miejsce – 8 pkt → wyniki
- 2001 – Bydgoszcz – jako rezerwowy – 2 pkt → wyniki
- 2002 – Toruń – 9. miejsce – 4 pkt → wyniki

Młodzieżowe Indywidualne Mistrzostwa Polski
- 1976 – Opole – 13. miejsce – 3 pkt → wyniki
- 1977 – Bydgoszcz – 3. miejsce – 12+2 pkt → wyniki
- 1978 – Leszno – 2. miejsce – 14 pkt → wyniki
- 1979 – Leszno – 5. miejsce – 11 pkt → wyniki

Mistrzostw Polski Par Klubowych
- 1979 – Gniezno – 1. miejsce – 10 pkt → wyniki
- 1982 – Gorzów Wielkopolski – 1. miejsce – 17 pkt → wyniki
- 1983 – Zielona Góra – 1. miejsce – 15 pkt → wyniki
- 1984 – Toruń – 4. miejsce – 8 pkt → wyniki
- 1985 – Rybnik – 4. miejsce – 9 pkt → wyniki
- 1986 – Toruń – 3. miejsce – 16 pkt → wyniki
- 1987 – Ostrów Wielkopolski – 5. miejsce – 23 pkt → wyniki
- 1988 – Rybnik – 7. miejsce – 16 pkt → wyniki
- 1990 – Rzeszów – 6. miejsce – 9 pkt → wyniki
- 1993 – Grudziądz – 2. miejsce – 16 pkt → wyniki
- 1994 – Leszno – 5. miejsce – 10 pkt → wyniki
- 1998 – Gorzów Wielkopolski – 7. miejsce – 9 pkt → wyniki
- 1999 – Leszno – 4. miejsce – 9 pkt → wyniki
- 2001 – Piła – 6. miejsce – 11 pkt → wyniki
- 2002 – Wrocław – 5. miejsce – 6 pkt → wyniki
- 2003 – Leszno – 2. miejsce – 9 pkt → wyniki
- 2004 – Toruń – 6. miejsce – 4 pkt → wyniki

Indywidualny Puchar Polski
- 1986 – Tarnów – 2. miejsce – 14 pkt → wyniki
- 1987 – Gniezno – 9. miejsce – 7 pkt → wyniki
- 1988 – Opole – 1. miejsce – 11+3 pkt → wyniki
- 1989 – Ostrów Wielkopolski – 13. miejsce – 3 pkt → wyniki

Złoty Kask
- 1978 – Chorzów – 3. miejsce – 12 pkt → wyniki
- 1979 – 4 rundy – 7. miejsce – 31 pkt → wyniki
- 1982 – Leszno – 4. miejsce – 10+2 pkt → wyniki
- 1983 – Leszno – 3. miejsce – 12 pkt → wyniki
- 1984 – Wrocław – zakwalifikował się do finału, gdzie nie wystąpił → wyniki
- 1985 – 3 rundy – 6. miejsce – 21 pkt → wyniki
- 1986 – 4 rundy – 3. miejsce – 49+2 pkt → wyniki
- 1987 – 4 rundy – 6. miejsce – 39 pkt → wyniki
- 1988 – 4 rundy – 4. miejsce – 42 pkt → wyniki
- 1989 – Tarnów, Wrocław – 2. miejsce – 27 pkt → wyniki
- 1991 – Gdańsk, Wrocław – 2. miejsce – 21 pkt → wyniki
- 1992 – Wrocław – 4. miejsce – 10 pkt → wyniki
- 1993 – Wrocław – 5. miejsce – 11 pkt → wyniki
- 1995 – Wrocław – 12. miejsce – 5 pkt → wyniki
- 1996 – Wrocław – 5. miejsce – 10+1 pkt → wyniki
- 1999 – Wrocław – 11. miejsce – 7 pkt → wyniki
- 2000 – Wrocław – 3. miejsce – 12 pkt → wyniki
- 2002 – Bydgoszcz – 7. miejsce – 8 pkt → wyniki
- 2003 – Wrocław – 10. miejsce – 6 pkt → wyniki

Srebrny Kask
- 1976 – Ruda Śląska, Zielona Góra – 3. miejsce – 22 pkt → wyniki
- 1977 – Ruda Śląska, Lublin – 1. miejsce – 27 pkt → wyniki
- 1978 – Opole – 1. miejsce – 12 pkt → wyniki
- 1979 – Zielona Góra – 3. miejsce – 13+2 pkt → wyniki

Brązowy Kask
- 1976 – Łódź – 2. miejsce – 12+2 pkt → wyniki
- 1977 – Gdańsk – awansował do finału, ale w nim nie wystąpił → wyniki
- 1978 – Rybnik – 3. miejsce – 12+2 pkt → wyniki

### Drużynowe Mistrzostwa Polski – Sezon Zasadniczy Najwyższej Klasy Rozgrywkowej[7]
| Sezon | Klub                     | Miejsce | Liga       | Średnia/bg | Średnia/mc  | Pkt       | Bonusy | Razem     | Komplety    | Biegi  | Mecze |
| ----- | ------------------------ | ------- | ---------- | ---------- | ----------- | --------- | ------ | --------- | ----------- | ------ | ----- |
| 1981  | Falubaz Zielona Góra     |         | 1 Liga     | 2,342 (7)  | 11,867 (5)  | 178 (8)   | 7      | 185 (8)   | 3 – (1 pł.) | 79     | 15    |
| 1982  | Falubaz Zielona Góra     |         | 1 Liga     | 2,363 (7)  | 11,333 (8)  | 204 (8)   | 11     | 215 (6)   | 3 – (2 pł.) | 91     | 18    |
| 1983  | Falubaz Zielona Góra     | 4       | 1 Liga     | 2,494 (5)  | 12,647 (2)  | 215 (6)   | 2      | 217 (8)   | 4 – (1 pł.) | 87     | 17    |
| 1984  | Falubaz Zielona Góra     |         | 1 Liga     | 2,470 (5)  | 12,500 (5)  | 200 (7)   | 5      | 205 (7)   | 3 – (1 pł.) | 83     | 16    |
| 1985  | Falubaz Zielona Góra     |         | 1 Liga     | 2,710 (1)  | 13,833 (1)  | 249 (1)   | 3      | 252 (1)   | 7 – (2 pł.) | 93     | 18    |
| 1986  | Falubaz Zielona Góra     | 4       | 1 Liga     | 2,571 (4)  | 13,944 (2)  | 251 (2)   | 1      | 252 (2)   | 4           | 98 (1) | 18    |
| 1987  | Falubaz Zielona Góra     | 5       | 1 Liga     | 2,462 (8)  | 13,265 (2)  | 225,5 (5) | 1      | 226,5 (6) | 5           | 92     | 17    |
| 1988  | Falubaz Zielona Góra     | 4       | 1 Liga     | 2,582 (4)  | 12,667 (4)  | 228 (1)   | 7      | 235 (1)   | 3           | 91     | 18    |
| 1989  | Falubaz Zielona Góra     |         | 1 Liga     | 2,682 (1)  | 13,176 (3)  | 224 (3)   | 4      | 228 (4)   | 4           | 85     | 17    |
| 1990  | Falubaz Zielona Góra     | 7       | 1 Liga     | 2,183 (8)  | 10,786 (6)  | 151 (4)   | 4      | 155 (5)   | 1           | 71     | 14    |
| 1991  | Morawski Zielona Góra    |         | 1 Liga     | 2,333 (4)  | 11,083 (6)  | 133 (8)   | 7      | 140 (7)   | 3 – (2 pł.) | 60     | 12    |
| 1992  | Morawski Zielona Góra    | 4       | 1 Liga     | 2,250 (9)  | 10,167 (10) | 183 (4)   | 15     | 198 (3)   | 0           | 88     | 18    |
| 1993  | Morawski Zielona Góra    | 6       | 1 Liga     | 2,122 (7)  | 11,167 (6)  | 201 (3)   | 7      | 208 (3)   | 0           | 98     | 18    |
| 1994  | Morawski Zielona Góra    | 10      | 1 Liga     | 1,764 (26) | 8,941 (17)  | 152 (18)  | 5      | 157 (20)  | 0           | 89     | 17    |
| 1997  | ZKŻ Polmos Ziel. Góra    | 6       | 1 Liga     | 1,943 (23) | 9,471 (21)  | 161 (17)  | 10     | 171 (17)  | 2 – (2 pł.) | 88     | 17    |
| 1998  | ZKŻ Polmos Ziel. Góra    | 9       | 1 Liga     | 1,622 (37) | 7,667 (24)  | 138 (20)  | 8      | 146 (22)  | 0           | 90     | 18    |
| 2001  | ZKŻ Polmos Ziel. Góra    | 8       | Ekstraliga | 1,645 (27) | 8,214 (24)  | 115 (14)  | 10     | 125 (16)  | 0           | 76     | 14    |
| 2003  | ZKŻ Quick-Mix Ziel. Góra | 5       | Ekstraliga | 1,581 (29) | 6,143 (32)  | 86 (26)   | 12     | 98 (25)   | 0           | 62     | 14    |
| 2004  | ZKŻ Quick-Mix Ziel. Góra | 7       | Ekstraliga | 1,461 (36) | 7,071 (29)  | 99 (23)   | 12     | 111 (23)  | 0           | 76 (1) | 14    |
| 2005  | ZKŻ Kronopol Ziel. Góra  | 8       | Ekstraliga | 1,206 (39) | 3,875 (42)  | 31 (53)   | 10     | 41 (49)   | 0           | 34     | 8     |

W nawiasie miejsce w danej kategorii (śr/m oraz śr/b – przy założeniu, że zawodnik odjechał minimum 50% spotkań w danym sezonie)

## Inne ważniejsze turnieje
Memoriał im. Edwarda Jancarza w Gorzowie Wielkopolskim
- 1992 – 5. miejsce – 10 pkt → wyniki
- 1993 – 8. miejsce – 8 pkt → wyniki
- 1994 – 14. miejsce – 3 pkt → wyniki
- 1997 – 6. miejsce – 8 pkt → wyniki

Memoriał Alfreda Smoczyka w Lesznie
- 1977 – 5. miejsce – 8 pkt → wyniki
- 1978 – 5. miejsce – 9 pkt → wyniki
- 1979 – 5. miejsce – 10 pkt → wyniki
- 1982 – 4. miejsce – 10 pkt → wyniki
- 1983 – 3. miejsce – 9 pkt → wyniki
- 1984 – 3. miejsce – 12+3 pkt → wyniki
- 1986 – 6. miejsce – 10 pkt → wyniki

## Działalność samorządowa
W kadencjach 1998–2002 i 2002–2006 pełnił mandat radnego sejmiku województwa lubuskiego z ramienia Sojuszu Lewicy Demokratycznej.

## Upamiętnienie
- w 2018 na zielonogórskim deptaku został odsłonięty pomnik Andrzeja Huszczy
- w 2020 jednemu z rond w Zielonej Górze nadano nazwę rondo Andrzeja Huszczy[8]